# Riccardo Calafiori
Riccardo Calafiori (* 19. Mai 2002 in Rom) ist ein italienischer Fußballspieler. Der Innenverteidiger steht beim FC Arsenal unter Vertrag und ist Nationalspieler.
Er wird von Beobachtern als einer der vielversprechendsten Spieler seiner Generation angesehen. Calafiori wurde 2019 in die „Next Generation“-Liste der 60 im Jahr 2002 geborenen Talente der Tageszeitung The Guardian und 2021 in der Uefa-Liste der 50 vielversprechendsten Talente des Jahres eingetragen.

## Vereinskarriere
Calafiori unterzeichnete 2018 seinen ersten Profivertrag bei der AS Rom, nachdem er dort bereits mehrere Jugendmannschaften durchlaufen hatte. Anfang Oktober 2018 erlitt er eine schwere Knieverletzung, die beinahe für sein Karriereende gesorgt hätte. Erst nach knapp einem Jahr hatte Calafiori sich von dieser Verletzung erholt. Am 1. August 2020 gab er unter Trainer Paulo Fonseca beim 3:1-Auswärtssieg gegen Juventus Turin sein Debüt in der Serie A. Während des Spiels verschaffte er seiner Mannschaft einen Elfmeter, der von Diego Perotti verwandelt wurde. Im Oktober 2020 wurde Calafiori positiv auf das Coronavirus getestet und fiel deshalb sieben Spiele aus. Sein erstes Tor im Profifußball erzielte er am 3. Dezember 2020 beim 3:1-Heimsieg gegen den BSC Young Boys in der UEFA Europa League.
Im März 2021 belegte Calafiori Platz 31 in der Liste mit den 50 größten Talenten im Weltfußball von Goal.com.
Im Januar 2022 wurde Calafiori an den CFC Genua verliehen. Ende August 2022 wechselte er von der AS Rom zum FC Basel in die Schweizer Super League, wo er 2022/23 unter Alexander Frei bzw. Heiko Vogel Stammspieler war und mit dem Team den fünften Tabellenplatz erreichte.
Nach einem Jahr in der Schweiz kehrte Calafiori im August 2023 nach Italien zurück und wechselte zum FC Bologna. In Bologna etablierte sich Calafiori im Verlauf der Saison 2023/24 unter Thiago Motta als Stammspieler. Die Mannschaft erreichte Rang fünf in der Abschlusstabelle, womit sie sich für die UEFA Champions League 2024/25 qualifizierte.
Nach der für ihn persönlich erfolgreichen Europameisterschaft 2024 wechselte er nach England zum FC Arsenal und unterschrieb dort einen Vertrag bis 2029.

## Nationalmannschaftskarriere
Calafiori wurde für die Fußball-Europameisterschaft 2024 in Deutschland berufen. Am 4. Juni 2024 gab er beim 0:0 im Vorbereitungsspiel gegen die Türkei unter Luciano Spalletti sein Debüt für die Italienische Fußballnationalmannschaft.

## Auszeichnungen
- Spieler des Monats der Serie A: Mai 2024
- Team des Jahres der Serie A: 2024